# Giamblico (scrittore erotico)
Giamblico (in greco antico: Ἰάμβλιχος?; Siria, prima metà II secolo d.C.? – dopo il 191 d.C.?) è stato un romanziere greco antico di origine siriana.

## Biografia
Sappiamo ben poco di Giamblico. Nato in Siria, era certamente di cultura greca e forse fu maestro di retorica. Vissuto nel II secolo, era probabilmente attivo durante l'impero di Marco Aurelio. Come egli stesso diceva di sé:
Da queste informazioni è possibile, grosso modo, ricavare le date per fissare l'attività letteraria di Giamblico, il cui nome è chiaramente di origine siriana, anche se egli, in linea con l'ambientazione del suo romanzo, si autodefiniva babilonese e mago. L'"imperatore Antonino" a cui si riferisce nella digressione autobiografica è chiaramente Marco Aurelio (138-161), come risulta dall'allusione al fatto che Vologase IV (147-191) ristabilì l'ordine in Partia, ma nel 165 fu costretto a cedere la Mesopotamia a seguito della guerra contro i romani guidati da Lucio Vero, fratello adottivo di Marco Aurelio oltre che suo genero, avendone sposato la figlia Lucilla.
Le date dell'attività di Giamblico, dunque, hanno come terminus post quem il 165 e giungono quantomeno al 191.

## Le storie babilonesi
Per noi Giamblico è l'autore del romanzo Le storie babilonesi (Βαβυλωνιακὰ). Il romanzo è perduto, ma ne resta l'epitome contenuta nel codice 94 della Biblioteca di Fozio (che gli assegna il titolo Dramatikòn) e piccoli frammenti, restituiti soprattutto da molte citazioni della Suda.
Il romanzo, forse (al dire di Fozio) in 16 libri, ambientato nei pressi di Babilonia, racconta la lunga serie di peripezie di una coppia di sposi innamorati, Rodane e Sidonide, costretti a fuggire dal re di Babilonia, Garmo, che si era invaghito della giovane. Nella lunga serie di disavventure (che si concludono felicemente con l'ascesa di Rodane al trono di Babilonia) Giamblico inseriva digressioni sulle arti magiche e su leggende e usanze mesopotamiche, e includeva molte descrizioni erotiche, da Fozio considerate moderatamente oscene.
L'epitome fornisce una chiara descrizione dell'intreccio, ma non permette di giudicare le qualità letterarie di Giamblico, né lo spessore psicologico dei personaggi: in effetti, dal riassunto appare chiaro come il romanzo puntasse fortemente sull'elemento della gelosia e, da qualche frammento, appare il solito dualismo tra protagonisti e villain - soprattutto secondari. Solo di Sinonide, dall'epitome e dai frammenti, viene sottolineata la folle gelosia, di chiara matrice orientale, che ne fa un'eroina molto più vivida delle solite protagoniste dei racconti greci. Troppo poco, comunque, per valutare con certezza l'opera di Giamblico e renderci conto dei motivi della fortuna che il romanzo ebbe fino al X secolo, come attestano le numerose citazioni del lessico Suda.

## Edizioni e traduzioni
- E. Habrich, Iamblichi Babyloniacorum reliquiae, Leipzig, Teubner, 1960.
- Photius, Bibliothèque, Tome II: Codices 84-185, Paris, Les Belles Lettres, 1934 (ristampa 1971). ISBN 2-251-32221-3
- Giamblico, Le storie babilonesi, trad. e note di R. Nuti, in Q. Cataudella (a cura di), Il romanzo antico greco e latino, Firenze, Sansoni, 1958, pp. 253–265, 1377. ISBN 8838311587
- Giamblico, Le storie babilonesi, a cura di R. Sevieri, Milano, La Vita Felice, 2017.